# Graham (Géorgie)
Pour les articles homonymes, voir Graham.
Graham est une ville du comté d'Appling, en Géorgie, aux États-Unis. Elle est  incorporée en 1897.

## Démographie
| 2000 | 2010 | - | - | - | - |
| ---- | ---- | - | - | - | - |
| 312  | 291  | - | - | - | - |

## Source de la traduction
- (en) Cet article est partiellement ou en totalité issu de l’article de Wikipédia en anglais intitulé « Graham, Georgia » (voir la liste des auteurs).